# Алексеевка (Рязанское сельское поселение)
Алексеевка — деревня в Муромцевском районе Омской области России, в составе Рязанского сельского поселения .
Население — 49 человек (2010)

## География
Деревня находится на левом берегу реки Бергамак, при впадении в неё реки Кучумка. Село расположено в 37 км к северу от районного центра посёлка Муромцево, административный центр сельского поселения село Рязаны расположено в 6 км к югу от Алексеевки.
Часовой пояс
Алексеевка находится в часовой зоне МСК+3. Смещение применяемого времени относительно UTC составляет +6:00.

## История
Алексеевка основана в 1905 году переселенцами из Белоруссии. В 1916 году на 100 самостоятельных хозяйств в деревне приходилось 308 десятин пахотных земель и 266 десятин покосных угодий. В посевах преобладали серые хлеба: 50 десятин — яровая рожь, 10 десятин — озимая рожь, 25 десятин — овёс и только 18 десятин — яровой пшеницы.
После установления Советской власти сельское общество сельское общество в Алексеевке было заменено сельским советом (сформирован в 1921 году). В 1922 году деревня вошла в Рязанский сельсовет. В 1920 году в деревне открылась школа первой ступени, которая работала всего 2 года. В 1934 году была открыта школа для неграмотных, где обучалось около 70 человек. В годы коллективизации в Алексеевке организуются 2 колхоза: в 1931 году колхоз «Страна Советов», в 1932 году — колхоз «Новый путь». В 1935 году в колхозах под яровыми было засеяно 401 гектар, под озимыми — 189 гектара. На две артели приходилось 103 рабочих лошади, 94 головы крупного рогатого скота.
В декабре 1950 года колхозы «Страна Советов» и «Новый путь» объединяются с другими колхозами Рязанского сельсовета: «Пролетарий» и «Съезд Советов», в единую сельскохозяйственную артель, переименованную во второй половине пятидесятых годов в колхоз «Рассвет». Население Алексеевки, утратившей функции центра двух колхозов, стало постепенно уменьшаться.

## Население
| 1909 | 1920 | 1926 | 1937 | 1939 | 1959 | 1970 |
| ---- | ---- | ---- | ---- | ---- | ---- | ---- |
| 181  | ↗569 | ↗655 | ↗731 | ↘574 | ↘441 | ↘375 |
| 1979 | 1989 | 2010 |      |      |      |      |
| ↘225 | ↘153 | ↘49  |      |      |      |      |